# Johan Logren
 Johan Logren, född 21 februari 1760, död 24 januari 1842, var en svensk präst och musiker.
Logren var kantor i Ulrika Eleonora skola i Stockholm 1786, apologist i Maria skola 1799, komminister i Maria församling 1804 och i Storkyrkoförsamlingen från 1815. Han var amatörviolinist och invaldes som ledamot nummer 135 i Kungliga Musikaliska Akademien den 23 januari 1793.